# Літій-іонний акумулятор

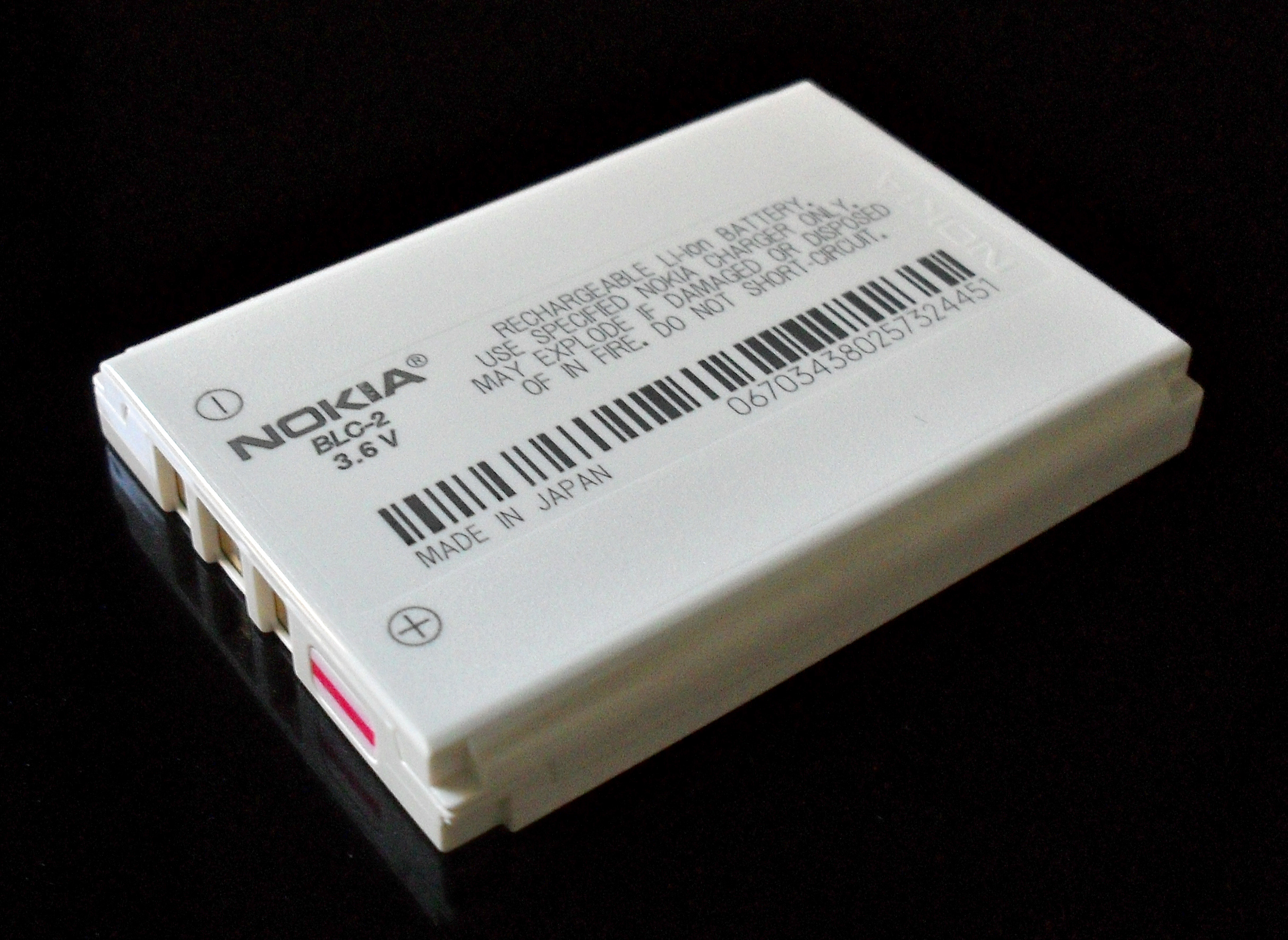
Літій-іонний акумулятор для живлення мобільного телефону.

Літій-іонний акумулятор (англ. Lithium-ion battery, скорочено Li-ion) (інколи літій-іонна батарея, або літій-іонна акумуляторна батарея) — один з двох основних типів літієвих електричних акумуляторів з категорії вторинних електричних батарей, який різниться з літій-полімерним акумулятором лише типом електроліту, що використовується при їх виготовленні.
Широко розповсюджений в побутовій електроніці.
Назву літій-іонні акумулятори одержали через те, що електричний струм в зовнішньому колі з'являється через перенос літієвих іонів від анода до катода на основі різних сполук.

## Типи літій-іонних акумуляторів

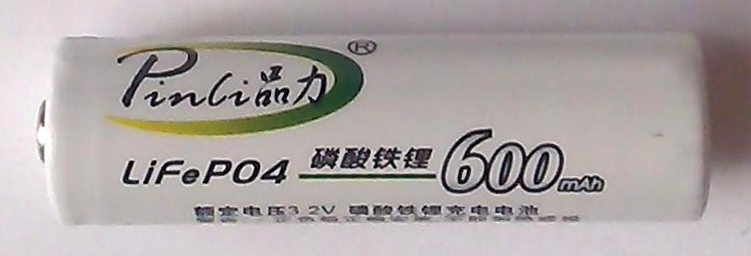
LiFePo4 акумулятор, що складається з однієї комірки

Хімічний склад, експлуатаційні характеристики, вартість та безпечність акумуляторів відрізняються залежно від типу літій-іонних акумуляторів. Найбільш поширеним у переносній електроніці є акумулятори з катодом на оксиді кобальту (LiCoO2), що мають високу енергетичну густину, але мають недоліки з точки зору безпеки експлуатації, особливо при пошкодженні. Літій-залізо-фосфатні (LiFePO4), літій-манган-оксидні (LiMn2O4, Li2MnO3 або літій-манганові акумулятори LMO) та літій-нікель-манган-кобальт-оксидні (LiNiMnCoO2 чи NMC) акумулятори, що теж названі за типом катода, мають нижчі рівні енергетичної густини, але довший життєвий цикл та безпечніші з хімічної точки зору. Такі акумулятори широко застосовуються в електроінструментах, медичному обладнанні та ін. NMC, зокрема, є лідером за використанням в автомобільній промисловості. Літій-нікель-кобальт-алюміній-оксидні (LiNiCoAlO2 або NCA), що теж названі за матеріалом катода, та літій-титанатні (Li4Ti4O12 чи LTO) акумулятори (назва останнього за анодом), спеціально розроблені для певних нішових застосувань. Нові літій-сульфурні акумулятори обіцяють найвище відношення експлуатаційних характеристик до ваги.

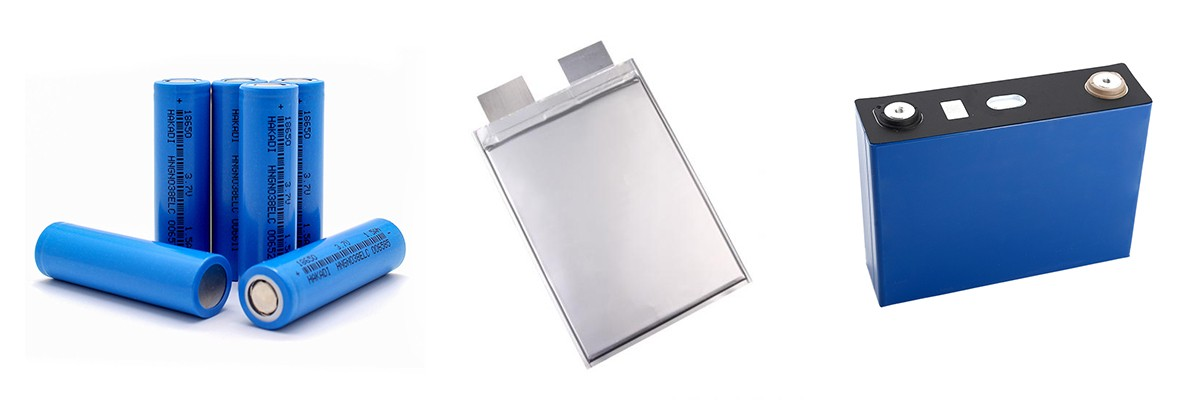
Форми комірок акумуляторів: циліндричні, пакети, прямокутні або призматичні

Подібна кваліфікація за назвами є не науковою, а радше маркетинговою, оскільки проводяться роботи з розробки акумуляторів з катодом LiFePO4 та анодом Li4Ti4O12, що у цій системі не матимуть простої назви.

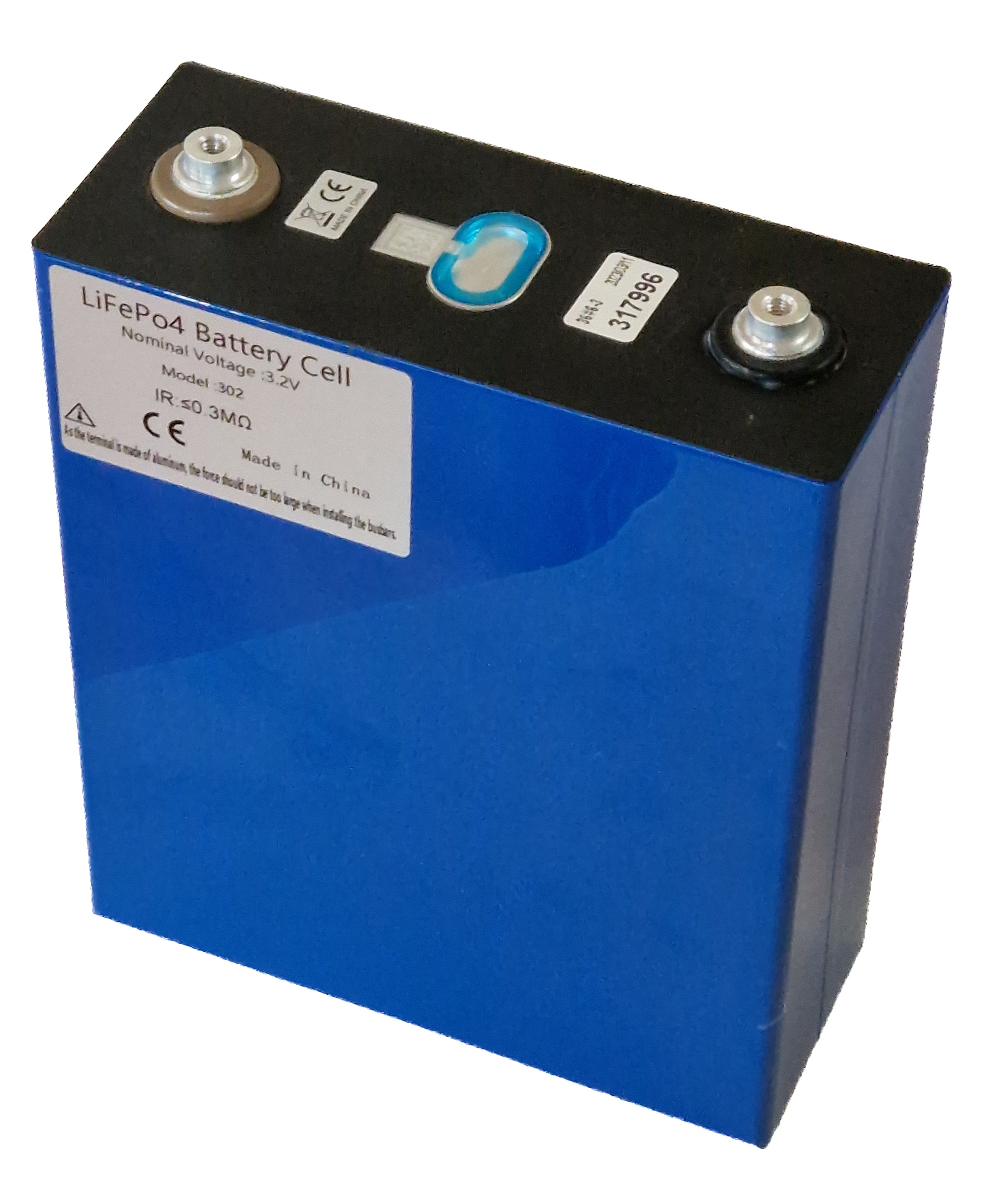
Окрема літій-ферум-полімерна LiFePo4 комірка, ємністю 302 Ампер·години, з робочою напругою 3,2В виробництва CATL, складова акумулятора

## Склад літій-іонних акумуляторів
Акумулятори (англ. Battery, акумулятор, батарея), зокрема Літій-іонні, складаються з одного або декількох окремих елементів — комірок (англ. Cell, комірка), що з'єднуються паралельно (P, для додавання потужності) та/або послідовно (S, для додавання напруги), та об'єднуються у один загальний жорсткий корпус (пластиковий чи металевий) або у термоусадну плівку. Комірки можуть бути різних форм: циліндричні, прямокутні або призматичні, пласкими пакетами.
Для позначення на акумуляторах кількості комірок використовують літери S (serial, послідовно) та P (parallel, паралельно):

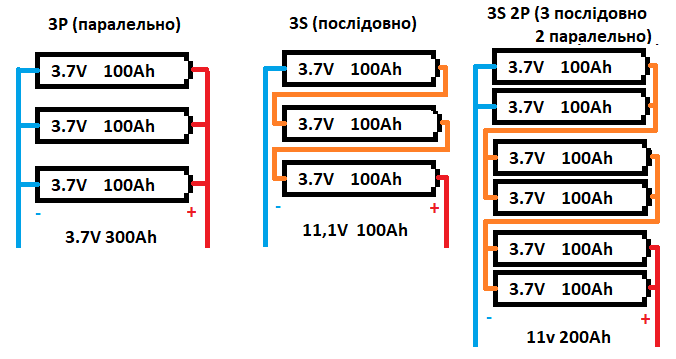
Схема електричного підключення комірок у акумуляторах: S — послідовно для збільшення напруги, P — паралельно для збільшення ємності, комбіновано — для збільшення напруги та ємності

Наприклад: 4S2P — у акумуляторі комірки з'єднані паралельно по 2 штуки, та об'єднані послідовно.
Підключення акумулятора може відбуватись через вивідні дроти, дроти з роз'ємом, клеми з болтовим з'єднанням, клеми з накидним з'єднанням.
Також до складу акумулятора може входити плата керування та балансування (так звана BMS) — окремий елемент, засобу безпеки що контролює роботу всього акумулятора і його складових комірок та захищає (вимикає напругу) у випадку перегрівання, надмірного заряджання або розряджання, розбалансування (різниці заряду окремих комірок).

## Історія
Перший літій-іонний акумулятор вивела на ринок корпорація Sony в 1991 році.

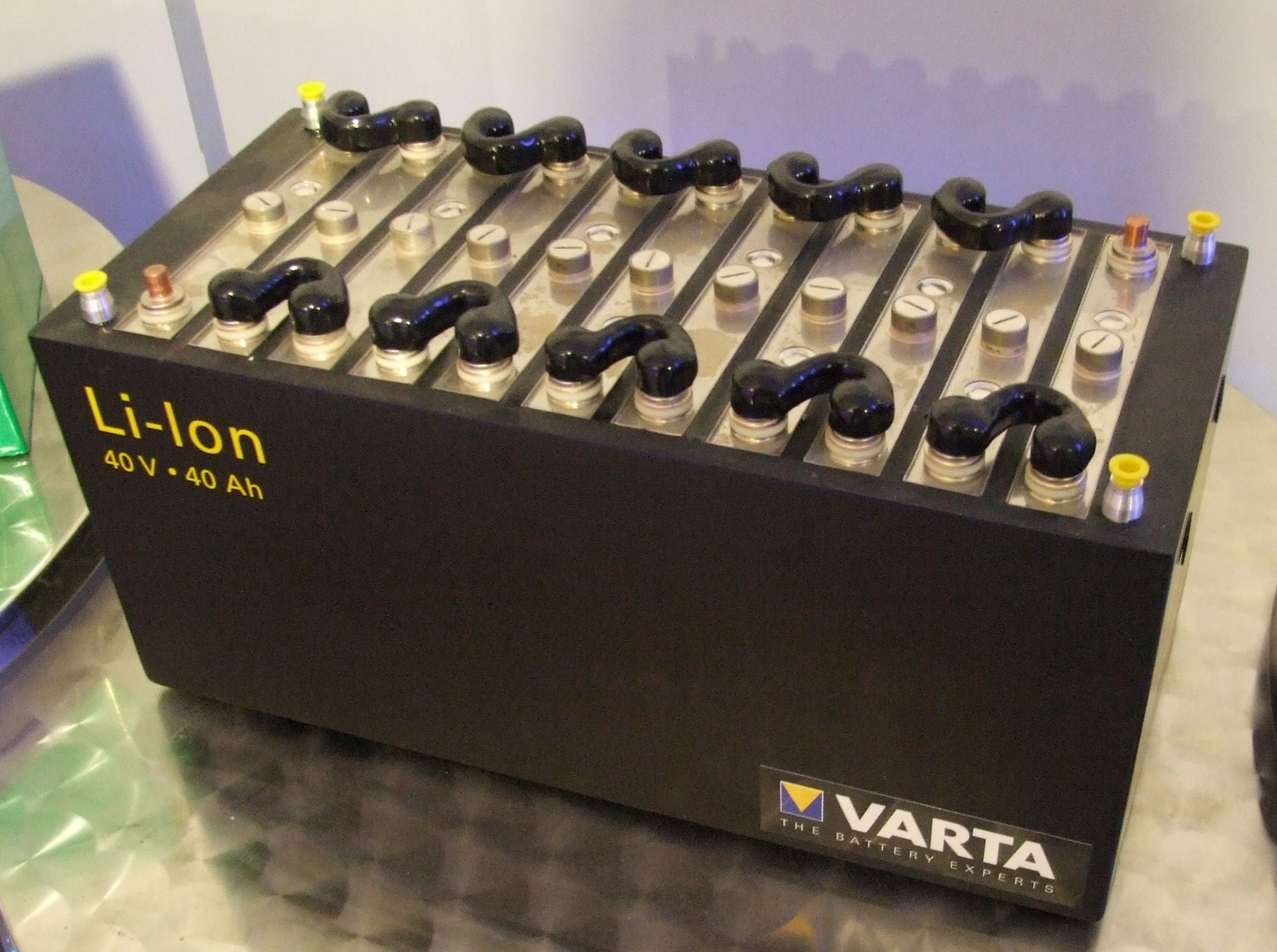
Літій-йонний акумулятор. Варта, що складається з 11 комірок, Museum Autovision, Альтлусхайм, Німеччина

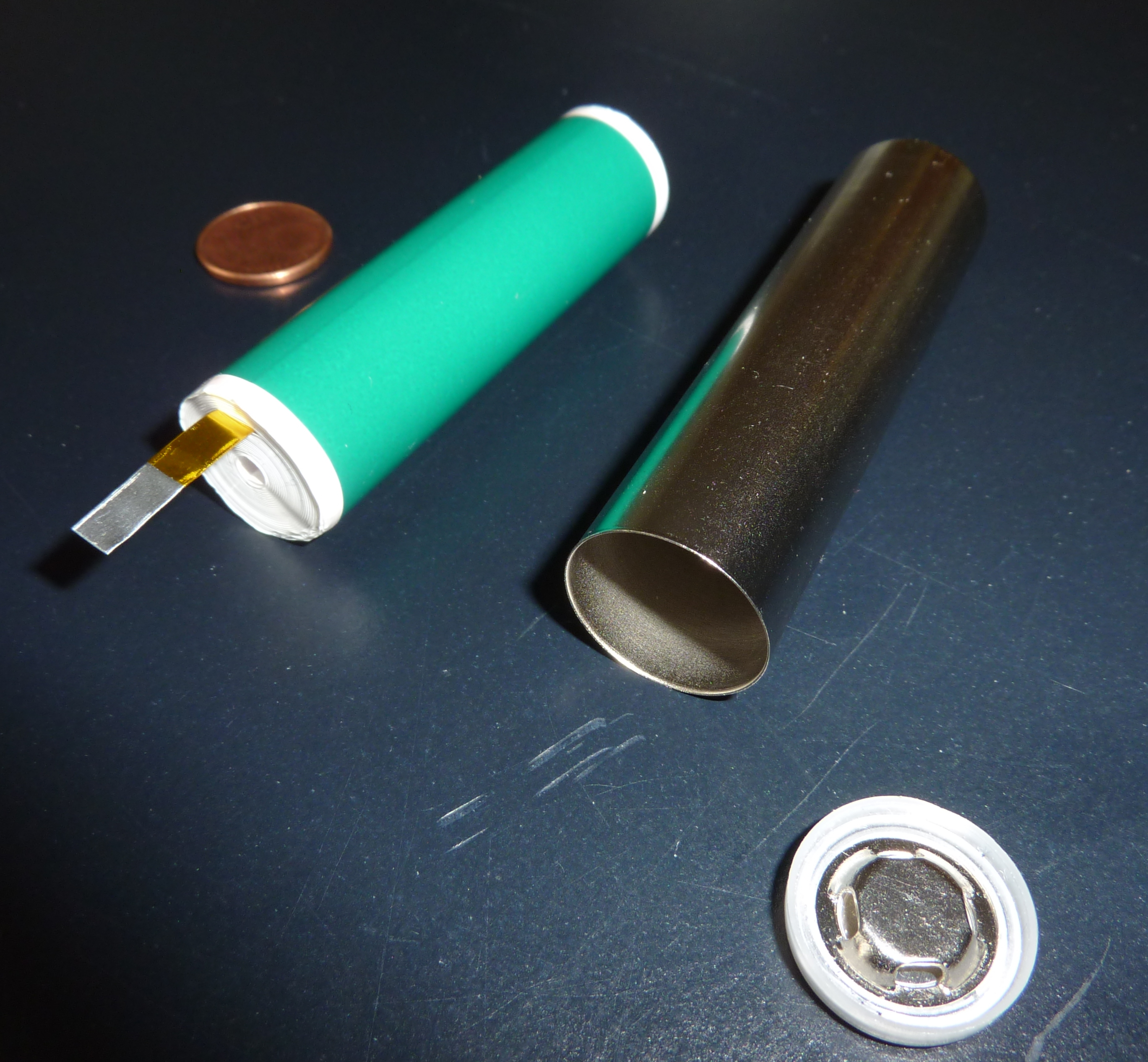
Циліндричний елемент, комірка 18650 перед збіркою

Спроби розробити літієві електричні батареї, що перезаряджаються, проводилися в 70-х р. ХХ ст., але були невдалими через неможливість забезпечення потрібного рівня безпеки при їх експлуатації оскільки літій занадто активний і настільки бурхливо реагує з водою, що може спалахнути. Було встановлено, що в ході циклів заряду-розряду електричної батареї з металевим літієвим електродом може виникнути коротке замикання всередині акумуляторної батареї. При цьому температура всередині акумулятора може досягти температури плавлення літію. У результаті бурхливої хімічної взаємодії літію з електролітом відбувається вибух.

## Основні характеристики
Сучасні літій-іонні акумулятори мають високі показники: 100–180 Вт·год/кг і 250–400 Вт·год/дм³, робоча напруга комірки — 3,2–4,2 В.
Якщо ще кілька років тому розробники вважали досяжною ємність літій-іонних акумуляторів не більше кількох ампер-годин, то нині більшість причин, що обмежують збільшення ємності, подолано і багато виробників почали випускати акумулятори ємністю в сотні ампер-годин.
- Енергетична місткість: 110–200 Вт·год/кг
- Внутрішній опір: 150–250 мОм (для батареї 7,2 В[прояснити])
- Число циклів заряд/розряд до втрати 20 % місткості: 500–1000
- Час швидкого заряду: 2–4 години
- Допустимий перезаряд: дуже низький
- Саморозряд при кімнатній температурі: 7 % в рік
- Напруга на комірку:
  - максимальна: 4,18–4,20 В (повністю заряджений)
  - номінальна:
  - мінімальна: 2,5–2,75 В (повністю розряджений)
- Струм навантаження відносно ємності (С):
  - піковий: понад 2С
  - найбільший допустимий: до 1С
- Діапазон робочих температур: −20 — +60 °C
- обслуговування: не реґламентується

Сучасні малогабаритні акумулятори працездатні при струмах розряду до 2С, потужні — до 10–20С. Діапазон робочих температур: від −20 до +60 °С. Але багато виробників вже розробили акумулятори, працездатні при −40 °С. Можливе розширення температурного діапазону і в бік вищих температур.
В основному Li-ion акумулятори краще всього функціонують при кімнатній температурі. Робота при підвищеній температурі скорочує термін дії їх використання. Підвищена температура тимчасово протидіє внутрішньому опору акумулятора[прояснити], збільшення якого призводить до його зносу.
Саморозряд становить 4–6 % за перший місяць, потім — значно менше: за 12 місяців акумулятори втрачають 10–20 % запасеної ємності. Втрати ємності в кілька разів менші, ніж у нікель-кадмієвих акумуляторів, як при 20 °С, так і при 40 °С.
Літій-іонні акумулятори безповоротно втрачають приблизно 20 % їхнього циклічного заряду за 3–5 років або 1000–2000 циклів при 25 °C.
Ресурс — 500–1000 циклів.
Всі літієві акумулятори мають досить прийнятні для зберігання параметри. Втрата ємності за рахунок саморозряду 5–10 % за рік.
Наведені показники варто розглядати як деякі середні орієнтири. Для кожного конкретного акумулятора, наприклад, розрядна напруга залежить від струму розряду, рівня розрядженості, температури; ресурс залежить від режимів (струмів) розряду й заряду, температури, глибини розряду; діапазон робочих температур — від рівня виробленого ресурсу та припустимих робочих напруг.
До недоліків Li-ion акумуляторів варто віднести чутливість до перезарядження і сильного розряду, через це вони повинні мати обмежувачі заряду й розряду.

## Принцип роботи
Принцип роботи Li-ion акумуляторів заснований на переміщенні позитивно заряджених іонів літію Li+ між позитивними й негативними електродами в процесі розрядки й зарядки. Металевий літій у цих процесах участі не бере, тому не виникає будь-яких проблем з відновленням електродів, що забезпечує стабільність і безпеку при використанні батареї.
Наявність негативного електрода, який приймає і віддає іони, є загальним для всіх систем, але існує широкий вибір матеріалів, придатних для реалізації позитивного електрода й здатних забезпечувати різницю потенціалів між електродами до 3 В.
Для нормальної роботи будь-якої електрохімічної батареї необхідно як мінімум три компоненти: два електроди й електроліт, що забезпечує перенос іонів. У малогабаритних батареях електроліт може бути твердим, рідким і желеподібним.
Рідкі електроліти застосовуються, як правило, у клеєних циліндричних батареях, але через високу небезпеку займання вони не знайшли застосування в інших системах. Для розробки твердих електролітів для літієвих акумуляторів, що мають можливість перезаряджання, пішло два десятиліття напружених досліджень. На їх основі стало можливим створення тонких і пласких батарей, але з невеликим діапазоном робочих температур та малою потужністю.

## Формати літій-іонних акумуляторів. Конструкція Li-ion акумуляторів

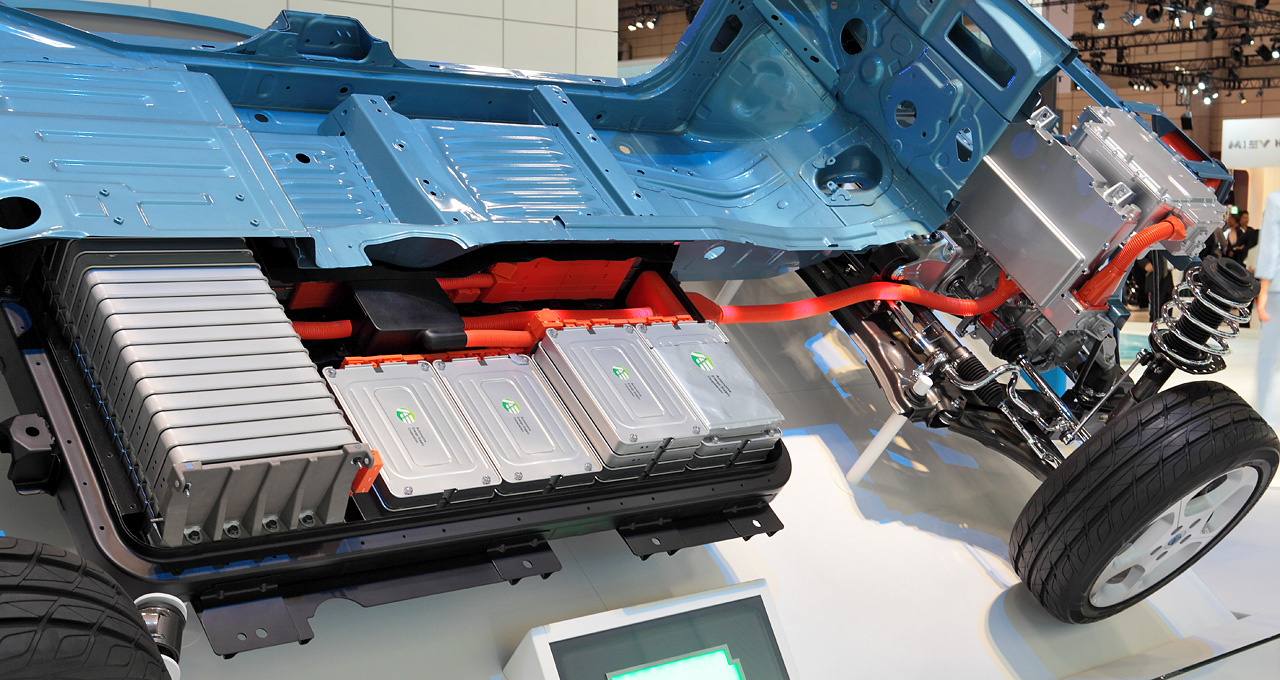
Nissan Leaf з літій-іонним акумулятором, що складається з 96 комірок підключених послідовно

Літій-іонні акумулятори доступні в різних форм-факторах, які в цілому можна розділити на чотири групи:
- невеликі циліндричні (тверді тіла без терміналів, таких як батареї для портативних комп'ютерів)
- великі циліндричні (тверде тіло з великими гвинтовими клемами)
- в чохлах (м'які, плоскі тіла, такі, як ті, які використовуються в мобільних телефонах)
- призматичні (напівжорсткий пластиковий корпус з великими гвинтовими клемами), наприклад, у габариті 6T для бронетехніки[7]

Конструктивно Li-ion акумулятори, як і лужні (Ni-Cd, Ni-MH), виготовляються в циліндричному і призматичному варіантах.
У циліндричних акумуляторах згорнутий у вигляді рулону пакет електродів і сепаратора вбудований у сталевий або алюмінієвий корпус, з яким з'єднаний негативний електрод. Позитивний полюс акумулятора виведений через ізолятор на кришку.
Призматичні акумулятори виготовляються шляхом складання прямокутних пластин одна на одну. Вони забезпечують щільніше упакування в акумуляторній батареї, але, на відміну від циліндричних акумуляторів, складніше витримують стискуючі зусилля на електроди. У деяких призматичних акумуляторах застосовується рулонне складання пакета електродів, що скручується в еліптичну спіраль.
Деякі конструктивні заходи звичайно застосовують і для запобігання швидкому розігріву і забезпечення безпечної роботи Li-ion акумуляторів. Під кришкою акумулятора є пристрій, що реагує на позитивний температурний коефіцієнт збільшенням опору, і, який розриває електричний зв'язок між катодом і позитивною клемою при підвищенні тиску газів всередині акумулятора вище допустимої норми.
Для підвищення рівня безпеки експлуатації Li-ion акумуляторів у складі батареї обов'язково застосовується також і зовнішній електронний захист, мета якого не допустити перезарядження й перерозрядження, короткого замикання й надмірного розігрівання.
Конструкція Li-ion та інших літієвих акумуляторів, як і конструкція всіх первинних батарей з літієвим анодом, відрізняється абсолютною герметичністю.
Вимога абсолютної герметичності визначається як неприпустимістю витікання рідкого електроліту (негативно діючого на прилади) і недопустимість потрапляння в акумулятор кисню і вологи з навколишнього середовища, оскільки вони реагують із матеріалами електродів й електроліту, повністю виводячи акумулятор із ладу.

## Вбудовані системи захисту
Li-ion акумуляторні батареї комерційного призначення мають найбільш досконалий захист, порівняно з усіма типами батарей. Як правило, у схемі захисту Li-ion батарей використовується ключ на польовому транзисторі, який при досягненні на елементі батареї напруги 4,30 В відкривається й тим самим перериває процес заряду.
Крім того, наявний термозапобіжник, який при нагріванні батареї до 90 °С від'єднує коло її навантаження, забезпечуючи її термозахист.
Деякі акумулятори мають вимикач, який спрацьовує при досягненні граничного рівня тиску всередині корпуса, рівного 1034 кПа (10,5 кг/м²), і розриває ланцюг навантаження. Є й схема захисту від глибокого розряду, що стежить за напругою акумуляторної батареї й розриває ланцюг навантаження, якщо напруга на елемент  (комірку) знизиться до рівня 2,5 В.
Внутрішній опір схеми захисту акумуляторної батареї мобільного телефону в увімкненому стані дорівнює 0,05–0,1 Ом. Конструктивно вона складається з двох ключів, з'єднаних послідовно. Один з них спрацьовує при досягненні верхнього, а інший — нижнього порогів напруги на батареї. Загальний опір цих ключів фактично створює подвоєння її внутрішнього опору, особливо, якщо батарея складається лише з одного акумулятора.
У деяких Li-ion батареях, в яких використовують марганець, що мають 1–2 елементи; схема захисту не застосовується. Замість цього в них установлено лише один запобіжник. І такі батареї є безпечними завдяки їх невеликим габаритам та ємності.
Крім того, марганець досить «терплячий» до порушень правил експлуатації Li-ion батареї. Відсутність схеми захисту зменшує вартість Li-ion батареї, але породжує нові проблеми.
При використанні недорогих зарядних пристроїв, призначених для підзарядки від мережі або від бортової мережі автомобіля, можна бути впевненим, що за наявності в батареї схеми захисту, вона відключить її при досягненні напруги кінця заряду. Якщо схему захисту в акумуляторі не передбачено, станеться перезаряд батареї і, як наслідок, її незворотний вихід з ладу. Цей процес супроводжується підвищеним нагріванням і роздуттям корпуса батареї.

## Технологічні операції виробництва
Технологічні операції виробництва електродів та інших деталей, а також складання акумуляторів проводять в особливих сухих кімнатах або герметичних боксах в атмосфері чистого аргону.
При складанні акумуляторів застосовують складні сучасні технології зварювання та конструкції гермовиводів.
Закладка активних мас електродів є компромісом між бажанням досягти максимуму розрядної ємності акумулятора й вимогою гарантувати безпечну його роботу для запобігання утворення металевого літію (і тим самим можливості займання). Збільшення активних мас потенційно знижує рівень безпеки при експлуатації акумулятора.
Акумулятори збирають у розрядженому стані. Для приведення в дію їх необхідно зарядити.
При першому циклі заряду-розряду літій-іонні акумулятори втрачають частину ємності, тому що у процесі першого заряду крім впровадження літію в структуру вуглецевого матеріалу відбувається розкладання електроліту з утворенням плівки, що має лише іонну провідність. Утворення пасивної плівки призводить до незворотної втрати до 20-30 % закладеної ємності. Для зниження цих втрат рекомендують як добавки в електроліт, так і різного роду обробку поверхні вуглецевого матеріалу. Починаючи із другого циклу, процес розряду і заряду літій-іонного акумулятора зводиться до переносу іонів літію від анода до катода й назад. Коефіцієнт використання по струму при цьому близький до одиниці.

### Інноваційні способи виробництва
2018 року інженери з Техаського та Дюкського університетів надрукувала браслет зі світлодіодом та літій-іонним акумулятором на 3D-принтері. Цей пристрій випромінював світло впродовж 60 секунд. Розробники визнають, що цього замало, аби починати бодай мріяти про комерційне застосування на цьому етапі, та вони мають кілька ідей, як збільшити ємність. Наприклад, хочуть замінити матеріали на основі полілактидів на 3D-друковані пасти.

## Хімічні процеси Li-ion акумуляторів
Для того, щоб напруга акумулятора була достатньо високою, дослідники використали оксид кобальту як активний матеріал позитивного електрода. Літійований оксид кобальту (точніше кобальтат літію) має потенціал близько 4 В відносно літієвого електрода, тому робоча напруга Li-ion акумулятора має характерне значення 3 В і вище.
Матеріали на основі кобальту вимагають контролера для керування процесами заряд-розряд. Li/NiO2 (літій/оксид нікелю) має вищу ємність, ніж оксид кобальту, але він складний у виготовленні й може мати проблеми в плані техніки безпеки. Тому для підвищення безпеки в акумуляторах великої ємності почали використовувати змішані оксиди кобальту й нікелю (20-30 % нікелю).
При розряді Li-ion акумулятора відбувається деінтеркаляція (вилучення)
літію з вуглецевого матеріалу (на негативному електроді) та інтеркаляція (упровадження) літію в оксид (на позитивному електроді). При заряді акумулятора процеси проходять у зворотному напрямку. Отже, у всій системі відсутній металевий (нуль-валентний) літій, а процеси розряду й заряду зводяться до переносу іонів літію з одного електрода на іншій. Тому такі акумулятори одержали назву «літій-іонні».
Процеси на негативному електроді Li-ion акумулятора. Для всіх типів Li-ion акумуляторів, які доведені до комерціалізації, негативний електрод виготовляється з вуглецевих матеріалів. Інтеркаляція літію у вуглецевих матеріалах — це складний процес, механізм і кінетика якого істотно залежать від природи вуглецевого матеріалу і природи електроліту.
Вуглецева матриця, яка застосовується в аноді, може мати впорядковану шарувату структуру, як у природного або синтетичного графіту, невпорядковану аморфну або частково впорядковану (кокс, піролізний або мезофазний вуглець, сажа та ін.).
Іони літію при впровадженні розштовхують шари вуглецевої матриці і розташовуються між ними, утворюючи інтеркаляти різноманітних структур. Питомий обсяг вуглецевих матеріалів у процесі інтеркаляції-деінтеркаляції іонів літію значно не змінюється.
Крім вуглецевих матеріалів як матрицю негативного електрода використовують структури на основі олова, срібла і їх сплавів, сульфіди олова, фосфати кобальту, композити вуглецю з наночастками кремнію.
Процеси на позитивному електроді Li-ion акумулятора. Якщо в первинних літієвих батареях застосовуються різноманітні активні матеріали для позитивного електрода, то в літієвих акумуляторах вибір матеріалу позитивного електрода обмежений.
Позитивні електроди літій-іонних акумуляторів створюються винятково з літійованих оксидів кобальту або нікелю і з літій-марганцевих шпінелей.
У даний час як катодні матеріали все частіше застосовуються матеріали на основі змішаних оксидів або фосфатів.
3 практики видно, що з використання катодів зі змішаних оксидів досягаються найкращі характеристики акумулятора. Освоюються і технології покриття поверхні катодів тонкодисперсними оксидами. При заряді Li-ion акумулятора відбуваються реакції на позитивних пластинах:
LiCoO2 → Li 1-хСоО2 + xLi+ + хе-
і на негативних пластинах:
С + xLi+ + хе- → CLix.
При прикладенні постійної напруги іони літію виходять з анода, проходять через електроліт і осідають у графіті, заряджаючи його. При відключенні напруги в електроліті утворюється подвійний шар, який не дозволяє іонам перебігти назад. Розрядка відбувається практично тільки за рахунок електричного струму через зовнішнє коло.

## Маркування
Відповідно до принципів позначень МЕК (Міжнародної електротехнічної комісії) у найменуванні літій-іонних акумуляторів перша буква І означає електрохімічну систему, друга — матеріал катода (С, N або М для кобальту, нікелю або марганцю), третя буква R або Р — конструктивне виконання (циліндричне або призматичне). Цифри після букв позначають у циліндричних акумуляторах діаметр (мм, дві цифри) і висоту (десятих мм, три цифри), призматичних — довжину, ширину й висоту (мм) послідовно.
Багато компаній уводять свої літерні позначення типів, але цифри в їх найменуваннях відповідають вимогам МЕК.

## Заходи безпеки при поводженні з акумулятором
Для запобігання витоку електроліту, нагрівання й вибуху потрібно дотримуватись таких правил безпеки:
- не занурювати акумулятор у воду, зберігати його в сухому прохолодному місці, якщо він не використовується;
- не використовувати і не залишати акумулятор поблизу джерел відкритого вогню або тепла;
- для зарядження використовувати тільки призначені для цього акумулятора зарядні пристрої;
- не підключати акумулятор до пристроїв, не призначених для живлення від нього;
- не кидати акумулятор у вогонь і не нагрівати його;
- не замикати між собою позитивний і негативний виводи акумулятора металевими предметами або дротами;
- не зберігати акумулятор разом з металевими предметами, такими як скріпки або шпильки;
- не зчавлювати, не кидати й не піддавати акумулятор механічним впливам;
- не паяти акумулятор та не проколювати його гострими предметами.

## Найпоширеніші механізми зниження ємності акумулятора
При циклах заряд-розряд Li-ion акумуляторів серед можливих механізмів зниження ємності найчастіше розглядаються такі:
- руйнування кристалічної структури катодного матеріалу (особливо LiMn2O4);
- розшарування графіту;
- нарощування плівки на обох електродах призводить до зниження активної поверхні електродів і блокування дрібних пор;
- осадження металевого літію;
- механічні зміни структури електрода в результаті об'ємних коливань активного матеріалу при циклах заряд-розряд.

Тільки точне виконання рекомендованих умов експлуатації виробника електричної батареї забезпечить безперервний прогнозований час автономної роботи пристрою.

## Інтернет-ресурси
- Літієві акумулятори